# Сбор (област Пазарджик)
 За другото българско село вижте Сбор (област Кърджали).  За други значения вижте Сбор (пояснение).
Сбор е село в Южна България. То се намира в община Пазарджик, област Пазарджик.

## География
Сбор е разположено на 2 км от пътя Пазарджик – Панагюрище. Населението на Сбор не надвишава 200 души, като по този начин е сред най-малките населени места в община Пазарджик. Релефът на селото е предимно низинен, но на север се усещат леките възвишения на Средна гора. Климатът на селото е преходно-континентален. Къщите в селото са ниски и кирпичени, а 3/4 от населението е на възраст над 60 години.

## История
Землището на с. Сбор е заселено още от времето на траките. Стари тракийски селища е имало:
- на северозапад от селото на 2 км при Келтепе в местността Балакларе и Арабкьой, с некропол от 2 могили;
- североизточно от селото на 1 километър разстояние в дерето, в местността Оманларе, при некропол от могила, с остатък от римска баня, делви, римски монети и др.;
- източно от селото, долу по р. Луда Яна, в м. Чукарите, Гредата и Шоповите чукари с некропол от 9 могили. Това селище вероятно е било във връзка или единно с късноримското или ранно византийското селище на срещуположния бряг на Луда Яна със 7 могили при едновременна крепост /Асара/ в землището на с. Цар Асен.

След турското завоевание тук се заселват турци-юруци както в Долно Левски. В 1691 г. в селото с име Джумалъ, юруците били 14. Възможно е из близките гори да е имало пръснато на махали българско население от разорени при завоеванието български села. Според народното предание турците са се заселили при Келтепе върху останките на споменатото по-горе тракийско селище, където се сочи, че е имало и джамия, също и гробища по̀ на изток до шосето за Панагюрище. Предполага се, че в това село е имало и българско население. Не се знае поради каква причина това село се премества на обширното равно място на днешното село, където също била построена джамия като теке в памет на убит, вероятно знатен турчин. Около джамията ставал сбор за молитви, борби и пазар на добитък и други стоки на турския седмичен празник – петък, не само на местни турци, но и на такива от околните махали и села, дори идвали на джамия и турци от Щърковската Юрта. По този начин се създава днешното село, на което се слага името Джумая, което значи Сбор, както е наречено в 1934 г.
В подкрепа на това народно предание иде турският документ от 1576 г. – списък на едрите овцевъдци в нахията (подоколия) Коюнтепеси, където се пише за село Енидже-и Джумалик (Нова Джумая), в което имало 5 българи и турчин едри овцевъдци; българин бил дерменджи (воденичар). От това се заключава първо, че селото на Келтепе се наричало също Джумая и е пренесено на мястото на днешното село и е наречено Енедже-и Джумалик, като впоследствие отпада Енедже-и остава Джумалъ, както го нарича Стефан Захариев, а по-късно – Джумая. Второ, и второто село е било със смесено население, защото има много българи едри овцевъдци, макар че изобщо турците и в двете села не са били малко, защото имената на местностите в землището им са почти всички от турски произход. Вероятно в новото село са се преселили не само българи от старото село, но по-късно и от други близки средногорски български махали или села, напр. Калагларе, защото юруците-турци, заети повече в животновъдството си, са имали нужда за земеделските им цели от български работници, без да е имало турски чифлик, както е било напр. в с. Карабунар. Наличността на български воденичар показва, че още тогава (XVI в.) селото е имало воденица на Луда Яна.

### Развитие и днешно състояние. Население.
Произходът най-вече на българското население и днешните родове – всички преселници – е следният: от стария род Айнаджиски, чийто прапрадядо Айнаджията е дошъл от някоя съседна калаграрска махала, се развили днешните родове: Дулчовци, Лучовци, Делипенчовци, Керкеланите, Дуловци, Чубрини и Цветковци. От стария род Ненковци, дошъл от близкото Калагларско Орехово, се развили следните родове: Джалъзите, Чоловци, Шуманете, Колчовци и Мусиевци. От друг стар род Кехайовци, (Коевци), чийто прапрадядо Велко Кехаята, овчар на турци, дошъл от с. Айваджик (Дюлево), Панагюрско. Преди около 300 г. се развили родовете: Тоталаците, Куртаците, Спасовци, Стойчовци и Видини. От стария род Балджиовци, чийто прапрадядо е дошъл от село Раковица, Новоселско, най-напред в Калагларското Орехово и после се преселил в Джумая, произлизат по-новите родове: Мазаровци и Куртовци. Старият род Узуновци преди около 300 г. е дошъл от с. Мухово, Ихтиманско. А родовете Пешловци, Веляците и Нейкови произхождат от неизвестен по-стар корен. В Джумая са дошли в миналото откъм Софийско Ковачите – български цигани, които били повече от 10 къщи, но около 1940 г. се изселили в Пазарджик и с. Гелеменово, към 2010 г. са останали само 2 къщи. Временно са се заселвали в Джумая и турски цигани бургуджии (железари). Както се вижда, населението на Джумая се е събрало от разни места, но все от Средногорието, затова по език и бит то е средногорско население.
Помни се, че селото е нападано от чума, затова е бягало за спасение на север в Домуздере. Помни се също, че е нападано и от кърджалийски банди, които се движели повечето по пътя край Луда Яна от Пловдив за Панагюрище. Турците били построили в селото две кули за защита срещу кърджалиите и имало кърджалийски гроб – на убит кърджалия от джумайските турци.
Българите населявали горната, северната махала на селото, а турците – долната махала. Българите и турците са живели дружелюбно, българите имали право да отглеждат свине.
Предполага се, че през XIX в. българското население в Джумая се е увеличавало. Към 1865 г. според Ст. Захариев /с. 37/ селото е имало: турци 50 къщи със 160 жители само мъже /300 – 320 с жените/ с джамия и мехтеп /училище/ с 20 ученици и българи 40 къщи със 150 жители само мъже /300 общо с жените/. Общо цялото население на Джумая било 600 – 620 жители. По време на Освободителната война турците избягали, като след войната 5 – 6 къщи турци се върнали, но след 1 – 2 години виждат, че не ще могат повече да останат, затова окончателно се изселват. Техните места естествено се заемат от местното българско население и при преброяването през 1884 г. от всичко 540 жители 536 са българи и само 4 цигани. При това се вижда, че в сравнение с 1865 г. населението на Джумая поради изселването на турците въпреки увеличението на българите е по-малко. Обаче до 1946 г. населението на селото непрекъснато се увеличава – в 1900 г. то е 721 души, 1920 г. – 947 души, 1934 г. – 1154, 1946 г. – 1266, 1956 г. – 986, 1965 г. – 742. В селото има около 170 къщи, като до 2009 г. само половината са обитаеми.
Частични изселвания от Сбор са ставали преди и след Освобождението, но това между 1946 – 1965 г. е твърде голямо – масово, 50 – 60 къщи. Както и по-напред те са се изселили главно в Пазарджик.

### Стопанство
Селскостопанските местности в землището на с. Сбор, изброени от север на юг, са следните: Келтепе – кории и ниви, Комина – кории, Къркъма – лозе и ниви, Королевица – ниви, Еленка – ниви и самозолесили се ниви, Черни ниви – ниви, Гюреш кър – ниви, Илафтърла – ниви,
Копанищата – ниви и самозолесили се ниви, Балакларе – овошни градини череши, Безчийницата – овошни градини /череши/ и ниви, Под селото – ниви, Селските ливади – ливади, Алчакчаир – ниви и ливади, Узунов алчак – ниви, Моловица – гори, Айкъна – ниви, Воденичарска курия – гора, Къшла дере – гора, Домус дере – гора, Априлски бозалък – ниви, Курджа дере – ниви и мера, Лазаров келник – ниви, Крушата – ниви, Градината – самозалесили се ниви, палешникова курия, Сакарджа – ниви и гора, Гюмето – лозя, Аджийски ниви – ниви, Шопови чукари – ниви и мери, Толовица – ниви, Луда Яна – ниви, Ненчов гроб – ниви и пасища, Голямата поляна – ниви и пасища, Кара гьол – ниви, Юруков бряст – ниви, Нейкови дъбици – ниви, Джубулка – ниви, Чатърлъка – ниви и пасища, Чукур чир – ниви и овощнаи градини /череши/, Гробищата – ниви, Герена – ниви, Баталите – ниви, Келника – ниви и лозя, Немски ниви – ниви, Шилев гичин – ливади и мери. Към 2009 г. поради лошото стопанисване на земята от създадената през 1996 г. ЗК „Съгласие“ много от обработваемата земя е залесена от храсти, шипки и капини и трудно може да бъде бъде доведена до състояние за обработка.
В далечното минало турците са били главно животновъди; по подражание и нужда – също и българите. Тогава пасищата и горите за паша са били по-обширни. До 1959 г. селото е имало 1780 дка мера. Сега има 300 дка естествени ливади. До 1989 г. е било добре развито овцевъдството и птицевъдството.
Постепенно взема връх земеделието, главно житарството, което и днес заема най-голяма част /5000 дка/ от всичката обработваема площ на Сбор – 13 960 дка.
Турската власт някога е налагала култивирането на памука. За лозарството има прекрасни условия /топогравски, почвени и климатични/, но до 1974 г. не е било така развито, както в другите краища на Средногорието. До 1974 г. е съществувало лозе само в Келника, а от 1974 г. са засадени Гюмето, Келника, Градината /или мерлото/. Лозята вече са около 1400 дка, като към 2009 г. лозята в Къркъма и Градината са занемарени и не се обработват.
От 1905 г. е въведена тютюневата култура, а след Първата световна война – слънчогледът и по-късно овощарството първо покрай Луда Яна – ябълки и сини сливи, но сега те не съществуват. По-късно са засадени черешовите градини в Балакларе и Безчийницата. През 2000 г. от ЗК „Съгласие“ е засадена и най-младата овощна градина в местността Чукур чир.
През 1945 г. се основава ТКЗС „Заветите на септември“. То е създадено като производствен отдел към кредитната кооперация „Съгласие“, която е създадена през 1929 г. и към нея е имало и винарски отдел. А през 1959 г. се присъединяват към НПВЛК, гр. Септември заедно със с. Гелеменово и сборското ТКЗС се присъединява към ТКЗК „Ернст Телман“. До 1989 г. в селото са се отглеждали разнообразни земеделски култури като: житни култури, царевица, лозя, череши, ябълки, сливи, фъстъци, дини, домати, тютюн и др. От 1989 до 2009 г. в селото се обработват малко декари – предимно с житни култури, които не могат да задоволят нуждите на селото и да осигурят препитание на живеещите в него.

## Религия
Вероизповедание – 100% християни. Първата черква „Св. Иван Предтеча“ е строена в 1874 г., но през Априлското въстание е била изгорена. След това на същото място през 1899 г. е построена сега съществуващата църква. За първи път от август месец 2014 г. започва ремонт на покривната конструкция на църквата, но до ноември 2014 г. не е завършен.

## Забележителности
В турско време за училище се използвали стаи в частни къщи. За пръв учител се сочи Петко Даскала от гр. Панагюрище. Първата училищна сграда е строена 2 години след Освобождението. Ново начално училище се строи през 1927 г., като общинско място е подарено с разрешение на XVII обикновено народно събрание, първа редовна сесия от 1914 г. През 1959 г. е направена пристройка към него за прогимназия. Училището съществува до 1964 г. и е закрито; оттогава 70 ученика ходят на училище в с. Долно Левски /сегашното с. Левски/. Училището се е казвало „Петко Р. Славейков“.
Читалище „Просвета“ е основано в 1928 г. В първите години се е помещавало в стая на училището. През 1978 г. започва строителството на ново читалище на мястото на старото. Новото читалище е открито на 11 март 1982 г.
В землището на село Сбор се намира и местността Воденичарска курия, която има статут на защитена територия.

## Култура
Село Сбор има фолклорна група за народни песни и танци. В нея участват деца и възрастни жители на селото. Групата е участвала в много фестивали из страната.

## Редовни събития
Всяка година на 6 септември селото чества своя празник. От 2002 г. е възобновен празникът посрещане на Св. Георги на 5 май край селото около обреден камък и с това посрещане хората са измолвали от Св. Георги дъжд. В празника вземат участие всички, като жените правят обредни пити и се пеят песни за Св. Георги.

## Личности
- Петко Петков (р. 1934), български политик от БКП

## Кухня
Кухнята на с. Сбор е специфична с това, че продуктите за приготвяне на ястията са предимно собствено производство. Ето и няколко рецепти, характерни за с. Сбор.
Сач пиле /Топени петури/
Начин на приготвяне: от брашното, водата, солта, оцета замесваме тесто за баница. Разточват се кори за баница малко по-дебели и се препичат отгоре на печката. В дълбока тава или тиган се запържва маслото и се налива 1 л. вода и започва да се редят запечените кори по следния начин: ред кори, ред сирене и така нататък. Сервира се горещо.
Гръчена баница
Продукти: 1 кг. брашно, 300 гр. вода; за сиропа: 1 кг. захар, 700 мл. вода
Начин на приготвяне: замесва се тесто от брашното и водата и се разточват кори, които се оставят разперени да позасъхнат около половин час и след това се гърчат в подмазана тава, после се поръсват с олио и се пече до зачервяване. Като изстине, се залива с горещ сироп от захарта и водата. Тази баница се е приготвяла навремето за сватби, когато се е ходило при кумовете.
Кисела каша
Продукти: 1 л. зелева чорба, 1 с.л. брашно, 1 стрък праз, 5 с.л. олио
Начин на приготвяне: загряваме олиото и в него запържваме ситно нарязания стрък праз. След като се запържи празът, се добавя брашното и се запържва, разрежда се със зелевия сок и се вари до сгъстяване.
Клин чорба
За тази супа се използва кисело мляко което има силен кисел вкус
Продукти: 1 стрък пресен лук, 1 кофичка кисело мляко, 1 с.л. брашно, 1/2 ч.ч. ориз, 1 к.л. червен пипер, сол и джоджен, 4 – 5 с.л.олио
Начин на приготвяне: запържваме лука в олиото, добавяме брашното и след него червения пипер, изсипваме млякото и разреждаме с вода. След като заври, добавяме ориза и накрая нарязания джоджен.